# Z (символ російського вторгнення в Україну)
Z (Звастика Або zaebali) — рашистський символ російського вторгнення до України 2022 року. За однією з версій, джерело цієї ідеї — піар-блок Міністерства оборони РФ на чолі з Андрієм Ільницьким разом із пропагандистським каналом RT та його редактором Маргаритою Симоньян. Заборонений Верховною радою України як символіка військового вторгнення російського неонацистського тоталітарного режиму в Україну.
Газета «The Times» зазначає, що цей символ став вірусним у Росії та серед її прибічників у світі.
Критики російської влади символ «Z» неодноразово називали «новою свастикою». Колумністка журналу «The New Yorker» Маша Гессен та журналістка «The Daily Beast» Барбі Латца Надо порівняли знак «Z» із нацистською свастикою.

## Передісторія
24 лютого 2022 року президент Росії Путін віддав наказ про початок повномасштабної війни в Україні, названої ним «спеціальною військовою операцією». Військова техніка РФ, що вела наступ в Україні, мала на бортах маркування «Z», іноді у межах квадратів і трикутників. Пізніше була помічена і техніка з маркуванням «V» або «O».
Британське видання The Independent написало 24 лютого, що, за словами військових експертів, маркування «Z», поряд з іншими символами, було завдано фарбою, щоб вказати, куди прямували військові частини незадовго до розгортання. Газета The Washington Post висунула припущення, що таке маркування було обрано, щоб уникнути дружнього вогню.

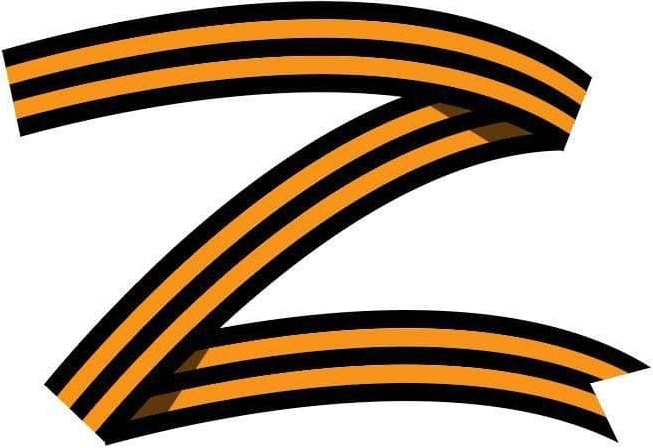
Літера Z з георгіївської стрічки як символ російського патріотизму

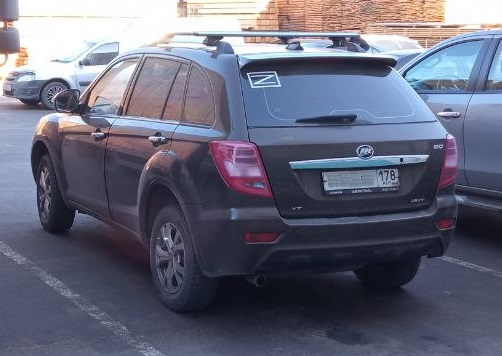
Літера Z на цивільному автомобілі. 12 березня 2022 року

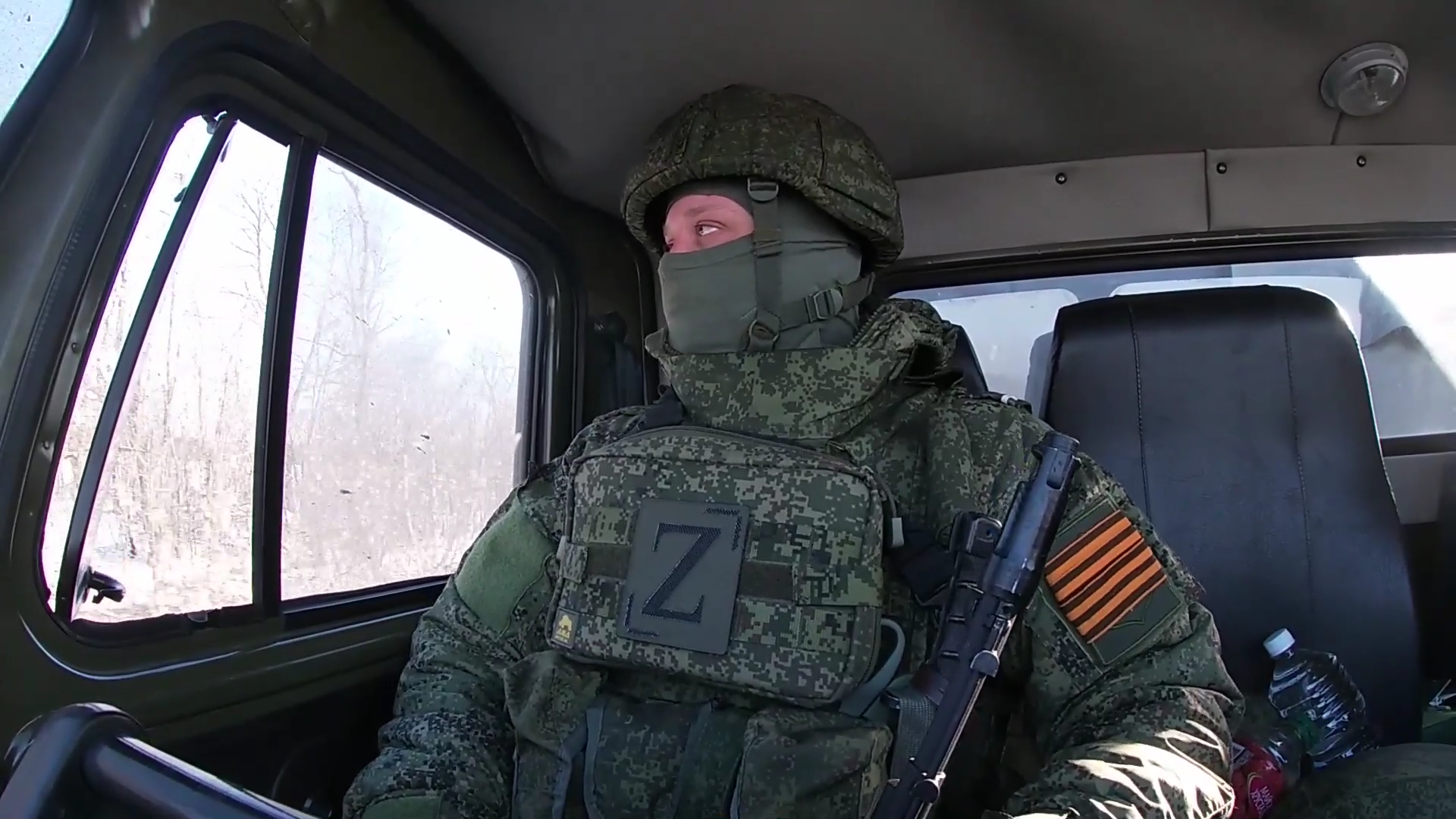
Нашивка з літерою Z на військовослужбовці ЗС РФ у Харківській обл. України

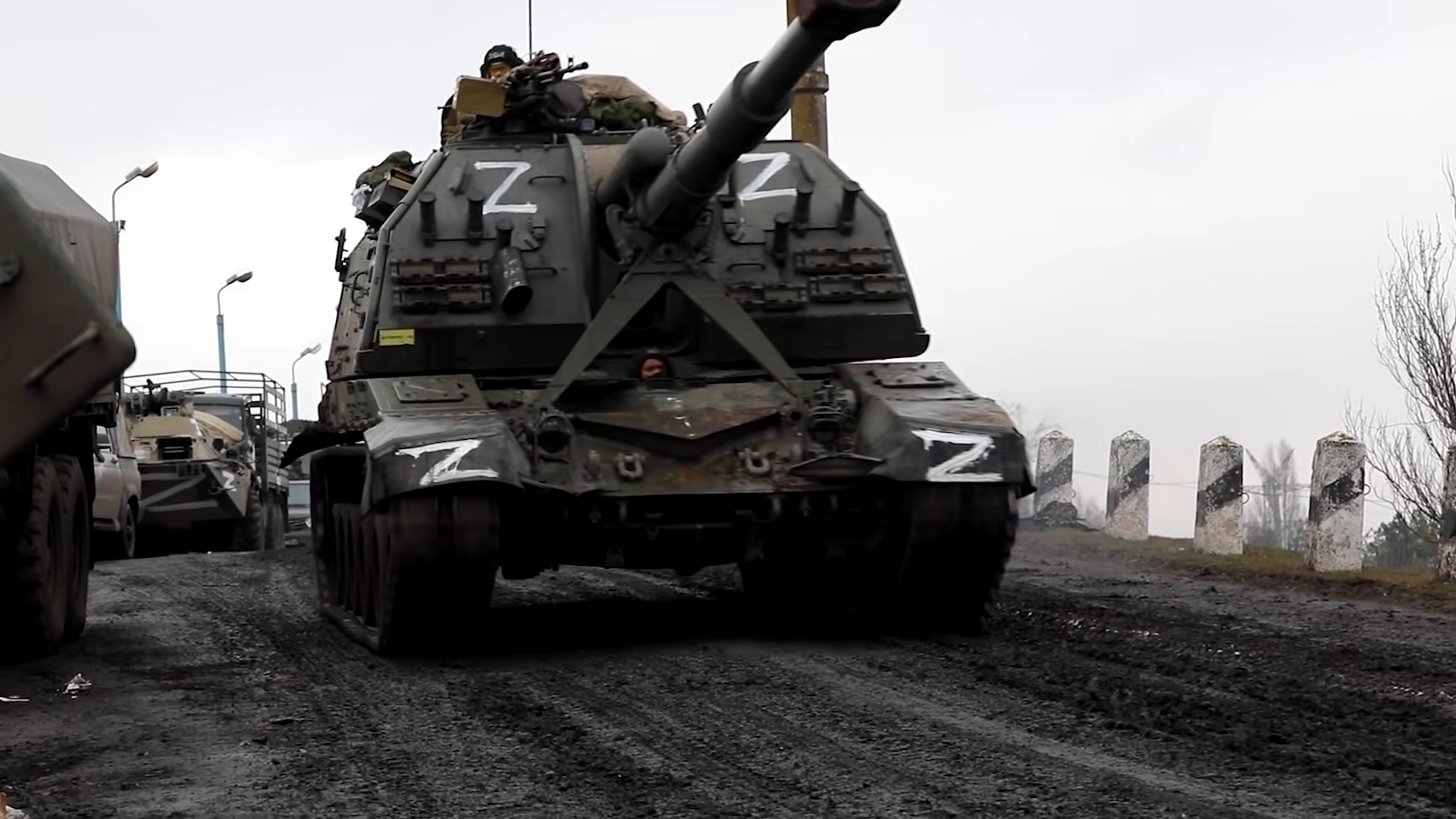
САУ Мста-С СВ РФ під час вторгнення в Україну

## Використання в Росії

### Використання в онлайн-флешмобі
Найперше використання символіки Z в онлайн-флешмобі на підтримку російської армії, згідно з мережевим виданням Meduza, вигадав пов'язаний із підприємцем Євгеном Пригожиним політичний технолог Ігор Мангушев. Як підтвердження він продемонстрував знімок з екрана листування в месенджері «Telegram», учасники якого пропонують поставити на аватари своїх каналів логотип з буквою Z — «саме білою фарбою, нанесеною типу пензлем, трохи недбало, але у всіх однакову». Таке зображення справді почало з'являтися у групи телеграм-каналів, пов'язаних загальною тематикою підтримки народних республік, з 20 лютого.

### Використання у повсякденному житті
Літера «Z» як символ підтримки вторгнення в Україну стала з'являтися в Росії на легкових та вантажних автомобілях, у логотипах корпорацій та газет, а також на рекламних плакатах. Численні прихильники військової агресії почали додавати до нікнейм, замінювати кириличні літери й ставити на аватари. The New York Times вважає, що це кампанія, організована російською владою з метою заручитися підтримкою у війні. Медіааналітик Василь Гатов називає її «державним мемом».

### Використання на акціях
Після початку військового вторгнення в Україну у низці країн і особливо у Російській Федерації почали проходити акції на підтримку дій Росії та її збройних сил. Згодом на них все частіше стала з'являтися символіка у вигляді символів, які нанесені на російську техніку в зоні конфлікту: в основному це символ Z, а також типова атрибутика — георгіївські стрічки, прапори Росії і т. д.
У Росії та деяких інших країнах автомобілісти почали наклеювати на свої машини букви Z на знак підтримки російської військової агресії. На їхню думку, цей символ служить для публічного вираження своєї позиції щодо подій, що відбуваються в Україні.
Буква Z — це якийсь формат, який ми зараз можемо запропонувати, щоб наші захисники знали, що ми завжди поруч із ними, що ми готові їх підтримати і станемо на їхній бік, хоч би що трапилося", — каже Анжеліка Цимба, співробітник РМЦ «Молодь Адигеї».
Російський гімнаст Іван Куляк вийшов на церемонію нагородження на етапі Кубка світу з гімнастики в Катарі, де він посів 3 місце, програвши українському спортсмену, у формі з саморобною приклеєною літерою Z. За це йому загрожує дисциплінарна відповідальність.
Журналіста каналу Москва 24 звільнили за те, що він попросив москвичів не клеїти літеру «Z» на скло автомобілів, тому що це «знижує огляд» і підвищує «імовірність влучення важких предметів».
11 березня Роскосмос на Площі промисловості ВВЦ на території ВДНГ у Москві запланував «масовий громадський захід» космонавтів та працівників ракетної галузі, які на підтримку рішень Володимира Путіна збудуються у вигляді літери Z.
З 26 лютого товари з літерою Z (стилізованою під грубо намальовану білою фарбою на борту бронемашини) продаються в онлайн-магазині RT, в інтернет-магазині Amazon у продаж надійшов одяг та інші речі на підтримку дій Росії в Україні із символом Z. Такі ж товари невстановленого походження виявлені у продажу біля ТЯК «Москва».

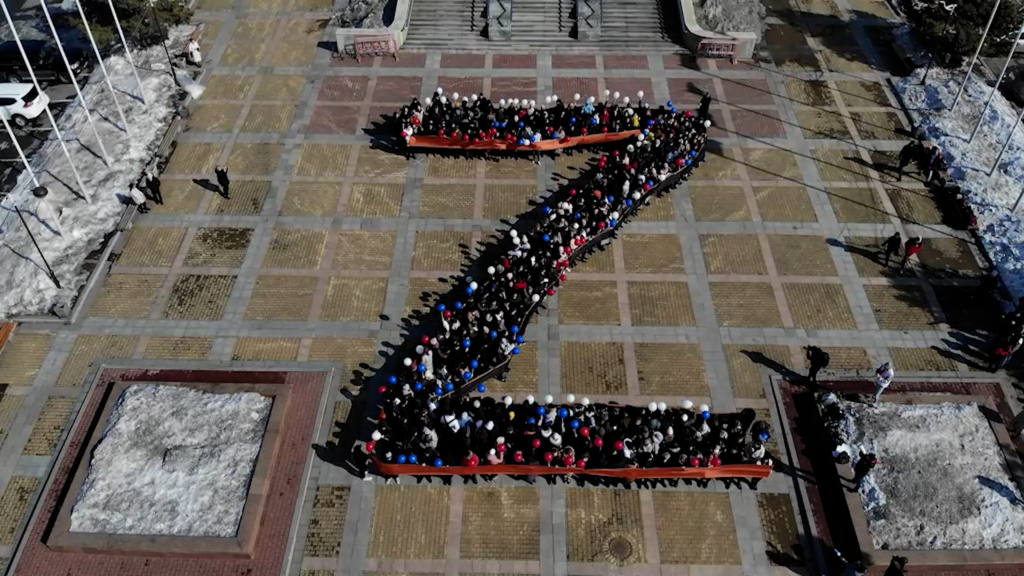
Флешмоб «Своїх не кидаємо» біля Платинум арени у Хабаровську 11 березня 2022 року. Учасники вишикувалися у формі літери Z

### Використання федеральними органами влади
Центральна виборча комісія Росії 15 березня провела своє засідання на тлі екрана, на якому було розміщено напис «Центральная иZбирательная комиссия».
На початку березня 2022 офіційний телеграм-канал Роскомнагляду, перейменований в «РоскомнадZор».
Окремі депутати Державної Думи, що представляють керівну партію «Єдина Росія», публічно демонстрували мілітаристську символіку безпосередньо під час засідання Думи та у робочих кабінетах.

### Використання владою регіонів

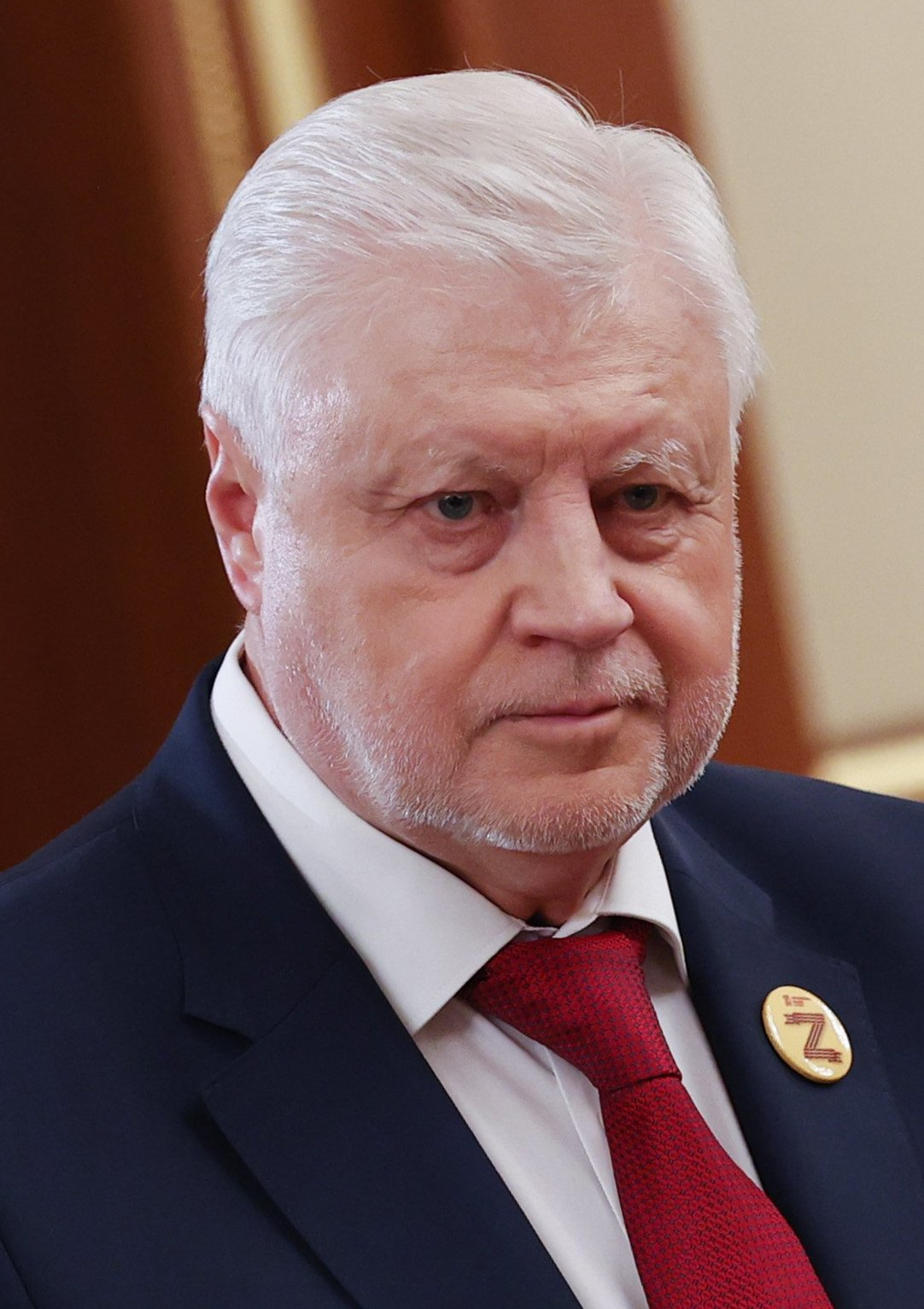
Російський політик Сергій Миронов, який підтримав ідею вбивства президента Зеленського із символом вторгнення в Україну

Російська газета «Ведомости» написала, що «за рішенням губернатора Кемеровської області Сергія Цивільова, регіон в офіційних матеріалах уряду називатиметься КуZбас». Голова окупованого Криму Сергій Аксьонов та голова Хабаровського краю Михайло Дегтярьов у назви своїх телеграм-каналів додали літеру Z. На порталі уряду Забайкальського краю зазначено, що регіон тепер називатиметься в офіційних матеріалах Zабайкальєм. Законодавчі збори Нижньогородської області стали використовувати літеру Z у написанні своєї назви на офіційному сайті. 9 березня глава Хакасії Валентин Коновалов з'явився на публіці зі значком з літерою Z на лацкані піджака; такі ж значки журналісти помітили на одязі республіканських чиновників, пізніше символ Z з'явився на будівлі Національного музею Хакасії.
На початку березня літера Z стала з'являтися на фасадах будівель органів державної влади та інших будинках у різних регіонах Росії:
- 2 березня — будинок Архангельських обласних Зборів депутатів[39].
- 3 березня — будівля уряду Забайкальського краю в Читі; будівля уряду Сахалінської области[40].
- 4 березня — фасад стадіону «Волгоград Арена» під час вечірнього підсвічування[41]; будівля адміністрації П'ятигорська[42]; будинок законодавчих зборів Новосибірської области; будівля законодавчих зборів Пермського краю[43].
- 5 березня — будівлі адміністрації Білгорода та БелГУ[44]; будинок уряду Пензенської области[45]; своїх підопічних літерою Z збудував казанський дитячий хоспіс.
- 6 березня — на youtube-каналі Gnessin World Channel у ютюбі з'явилося відео «Гнесинські Vіртуози. муZикальне приношення». На відео оркестр під керівництвом директора Музичного училища імені Гнесиних школи Михайла Хохлова, одягненого в майку із символом Z, виконав першу частину П'ятої симфонії Бетховена[46].
- 11 березня — у торговому центрі KazanMall пройшла акція, в якій брали участь студенти Казанського державного інституту культури: одягнені в білі балахони з приколотими на них георгіївськими стрічками у формі літери Z, студенти скидали в повітря поперемінно праву і ліву руку зі стиснутим кулаком, вигукуючи фразу «За мир!», та виконували пісню Олега Газманова «Вперед, Росія!». «Особистою ініціативою інституту» стала і поява у шапці офіційного сайту вишу хештегу #ZаМир та літери Z у назві («КазZГІК»).
- Акції з вікнами будівель регіональних адміністрацій та мерій, вишів та інших будівель, що горять у темний час доби у формі літери Z, пройшли також у Новосибірській, Амурській, Воронезькій, Івановській та інших областях, краях та республіках Росії.

### Засоби масової інформації
- Телеканал Рен-ТВ регулярно показує анімацію заміни свого логотипа на літеру Z;
- Видання «Погляд», яке завжди використовувало буквосполучення VZ як логотип, стилізувало його під маркування військової техніки[47].

### Спортсмени
На змаганнях зі спортивної гімнастики у Катарі спортсмен із РФ Іван Куляк 5 березня 2022 року прикріпив літеру Z собі на форму. На чемпіонаті світу зі спортивної гімнастики у Катарі він посів третє місце у вправах на брусах.

## Відмова від використання подібних символів
Застосування літери Z російською пропагандою призвело до того, що деякі компанії та приватні особи, які їх використовували раніше, відмовилися від них, щоб уникнути непорозуміння.
Швейцарська страхова компанія Zurich Insurance відмовилася від логотипу Z у соцмережах. Представники організації пояснили, що на одному з логотипів буква використовується окремо від назви та «може бути неправильно тлумачена». Надалі планується відстежувати обставини у світі, щоб уникнути небажаних конотацій під час використання цього логотипу.
Samsung прибрала маркування «Z» із назв своїх смартфонів у деяких країнах Європи.
У Латвії в Ризі вежі-близнюки Z-Towers поміняли назву на Zunda Towers, щоб не було асоціації «з символом пропаганди війни».
Український музичний гурт «БЕЗ ОБМЕЖЕНЬ» замінив у своїй назві латинську букву «Z» на «З» (раніше назва писалася як «БЕZ ОБМЕЖЕНЬ») через асоціацію з воєнною агресією Росії.
Британська продовольча інтернет-крамниця Ocado змінила презентований за тиждень до початку російського вторгнення новий логотип свого сервісу швидкої доставки продуктів «Zoom», оскільки він «викликав порівняння зі „звастикою“».
Японський лоукостер Zipair відмовився від використання великої чорної літери «Z» на кілях своїх літаків та замінить її новим дизайном. За словами президента авіакомпанії Сінґо Нісіди, це було зроблено через те, що такий логотип міг бути помилково прийнятий за підтримку війни Росії проти України.
Майбутнє аніме Code Geass: Dakkan no Rozé перейменовано з попередньої назви Code Geass: Dakkan no Z.

## Заборона використання символу
- — 5 березня 2022 стало відомо, що прес-служба поліції Західноказахстанської області заявила про те, що машини з символами вторгнення будуть затримуватись та доправлені до відділень поліції до вияснення обставин. До цього в Астані поліція оштрафувала водія автомобіля з наклейкою Z за «порушення правил експлуатації транспортних засобів»[57]. У пресслужбі Департаменту поліції попередили, що при виявленні на автомобілях наклейок або написів з латинськими літерами Z водії таких авто будуть доставлені до управління поліції для з'ясування причин[58][59][60].
- — забороняється публічне використання цього символу на транспортних засобах[59][60][неавторитетне джерело].
- — 7 березня, було заборонено георгіївську стрічку та «V» і «Z»[61].
- — 8 березня, у складі рішення про заборону публічної підтримки вторгнення МВС Чехії прирівняло «Z» до нацистської свастики[62][63].
- — 13 березня, використання символів чи назв, що підтримують агресію Росії щодо України, є підставою для штрафу чи позбавлення волі[64][65].
- — 19 березня, було заборонено георгіївську стрічку та «V» і «Z»[61].
- — 21 березня, було заборонено символи, що підтримують військову агресію, включаючи георгіївську стрічку та «V» і «Z»[66][67]
- — 25 березня, федеральні землі Берлін, Нижня Саксонія і Баварія оголосили юридичні наслідки використання символу «Z» у громадських місцях[68][69][70][71]. 28 березня Федеральне МВС заявило, що «ті, хто публічно підтримують цю агресивну війну, докладають таким чином зусилля щоби бути покараними»[72].

- — 31 березня, Сейм Латвії додав «V» і «Z» до списку заборонених символів, які звеличують військову агресію та злочини, як нацистська свастика та серп і молот[73].
- — 1 квітня, Верховною Радою прийнято законопроєкт про заборону символів та іншої пропаганди російського вторгнення, визнання політичного режиму Росії неонацистським та терористичним[74][75]. До цього Міністр МЗС України Дмитро Кулеба закликав міжнародну спільноту визнати незаконним використання літери Z як вираження підтримки Росії та запровадити кримінальну відповідальність за використання символу Z[джерело?]. 14 квітня було прийнято доповнений проєкт, який забороняє будь-яку символіку, пов'язану із ЗС РФ, та деякі способи обходу забороненої символіки[76]. Згодом документ було повернуто та прийнято 22 травня з урахуванням правок, що дозволяють законно розміщувати символіку в експозиціях музеїв, на тематичних виставках, у бібліотечних фондах, підручниках, у процесі наукової діяльності тощо[77][78].